# Geotrapping
Geotrapping (geo - geografic, trap - capcană) este un serviciu care permite colectarea și analizarea datelor referitoare la un grup de utilizatori de smartphone-uri și tablete care se află într-un anumit loc la un anumit moment. Geotrapping-ul utilizează funcția de geolocalizare și identifică un grup de utilizatori pe baza localizării în timp și spațiu. Permite livrarea de reclame personalizate, bazate pe poziția dispozitivului mobil în trecut. Mesajul poate fi livrat bazat pe o localizare din trecut dacă pe dispozitivul mobil s-au folosit la momentul respectiv aplicații care suporta spații de reclamă prin care s-au livrat diverse mesaje publicitare.
Serviciul este folosit pentru marketing pe dispozitive mobile, fiind creat de Selectivv în august 2015, iar marca a fost înregistrată la Oficiul Uniunii Europene pentru Proprietate Intelectuala (EUIPO) pe 16 iunie 2018.

## Geotrapping și geolocalizare
Geolocalizarea este procesul de determinare a poziției geografice a obiectelor fizice sau persoanelor, în majoritatea cazurilor prin folosirea GPS-ului sau a adresei IP a dispozitivului. Locația este determinată de obicei prin coordonate geografice, dar și prin alte tipuri de informații colectabile (cod poștal, oraș, stradă etc). Serviciul de geotrapping folosește abilitățile de geolocalizare ale dispozitivelor mobile pentru a decide reclamele livrate pe dispozitive mobile dintr-un loc și moment specific.

## Geotrapping și geotargetare
Geotargetarea este un mod de a atinge un grup țintă determinând locația (bazată pe coordonate geografice). În marketing, geotargetarea permite livrarea unui mesaj publicitar pe o zonă specifică, pentru a atinge oameni care locuiesc în acest moment într-o anumită tară, regiune, oraș sau orice alt loc definit prin coordonate geografice specifice. Geotrappingul pe de altă parte, permite mesajului publicitar să atingă grupul țintă care a fost într-o anumită locație în trecut, bazat pe istoricul locațiilor în care s-au aflat dispozitivele mobile, indiferent de poziția curentă a utilizatorilor

## Exemple
Exemple de folosire a geotrapping-ului în campanii publicitare rulate pe dispozitive mobile:
- Studiu de piață desfășurat pe participanții la festivalului Open'er
- Campanie adresată străinilor care au vizitat Polonia cu ocazia Zilei Mondiale a Tineretului. Prin serviciul de geotrapping a fost posibilă depistarea persoanelor care au fost în Cracovia în perioada menționată și erau înregistrați la operatori de telefonie mobilă din afara Poloniei.
- Campanie pentru medicamente rulată în sezonul gripal, care s-a adresat utilizatorilor ce se găseau într-una din sutele de clinici ambulatorii de pe teritoriul Poloniei
- Campanie adresată persoanelor care au vizitat recent competitorii unui magazin cu aparate de uz casnic